# Szumátrai fütyülőrigó
A szumátrai fütyülőrigó (Myophonus castaneus) a madarak osztályának verébalakúak (Passeriformes) rendjébe és a légykapófélék (Muscicapidae) családjába tartozó faj.
Magyar neve forrással nincs megerősítve.

## Rendszerezése
A fajt Robert George Wardlaw Ramsay brit ornitológus írta le 1880-ben, a Myiophoneus nembe Myiophoneus castaneus néven. Szerepelt a jávai fütyülőrigó (Myophonus glaucinus) alfajaként, Myophonus glaucinus castaneus néven is.

## Előfordulása
Indonéziához tartozó Szumátra szigetén honos. Természetes élőhelyei a szubtrópusi vagy trópusi síkvidéki és hegyi esőerdők, folyók és patakok környékén. Állandó, nem vonuló faj.

## Megjelenése
Testhossza 25 centiméter.

## Természetvédelmi helyzete
Az elterjedési területe még nagy, de a mezőgazdaság és fakitermelés miatt csökken, egyedszáma szintén csökken. A Természetvédelmi Világszövetség Vörös listáján mérsékelten fenyegetett fajként szerepel.